# 灰白質

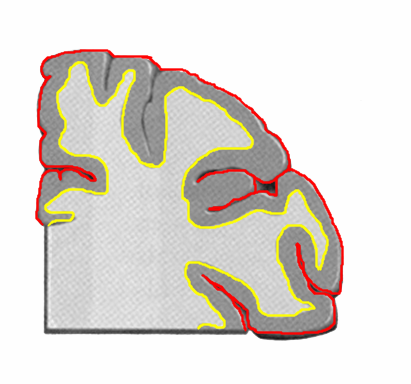
脳の冠状断面。
大脳皮質（灰白質）
白質

灰白質（かいはくしつ、英語: Grey matter）とは、中枢神経系の神経組織のうち、神経細胞の細胞体が存在している部位のこと。これに対し、神経細胞体がなく、有髄神経線維ばかりの部位を白質（はくしつ）と呼ぶ。
中枢神経系（脳と脊髄）の神経組織は、神経細胞とグリア細胞とによって構成されている。グリア細胞は、どの部位にも普遍的に存在している。一方、神経細胞に関しては、神経細胞体から伸びて張り巡らされている神経線維（軸索）は、どこでも普遍的に存在するものの、神経細胞体そのものが存在する部位は限られており、特定の部位に固まって存在する傾向がある。この部位を灰白質と総称する。神経細胞体の集まり方は、場所によって異なっているので、灰白質の形も様々である。例えば、大脳や小脳ではその表面を薄く覆う様に存在している（皮質）。これら皮質では、神経細胞体は層構造をなして並んでいる。一方、間脳、脳幹、脊髄などでは、その表面には灰白質は存在せず、内部に、神経細胞体が多数の島状に分かれた灰白質のかたまりをつくる。これらひとつひとつのかたまりを、神経核（しんけいかく）と呼ぶ。神経核は、ひとつひとつに固有の名称が存在し、特定の機能に関与している神経細胞が集まって存在する部位である。
灰白質、白質の名前の由来は、新鮮な脳組織の断面を肉眼的に観察したとき、白質は明るく光るような白色をしているのに対し、灰白質は、白質よりも色が濃く、灰色がかって見えることによる。これは、有髄神経線維のミエリン鞘の主成分として大量に存在しているコレステロールやミエリンが白い色をしているためで、白質には、灰白質に比べて、有髄神経線維が多いからと考えられている。
なお、脳にコレステロールが多く含まれるのは、神経細胞から伸びたコレステロールで被われたミエリン鞘によるものであり、神経線維の絶縁性とミエリン鞘の切れ目からのジャンプにより信号伝達を高めているものである。